# Milião

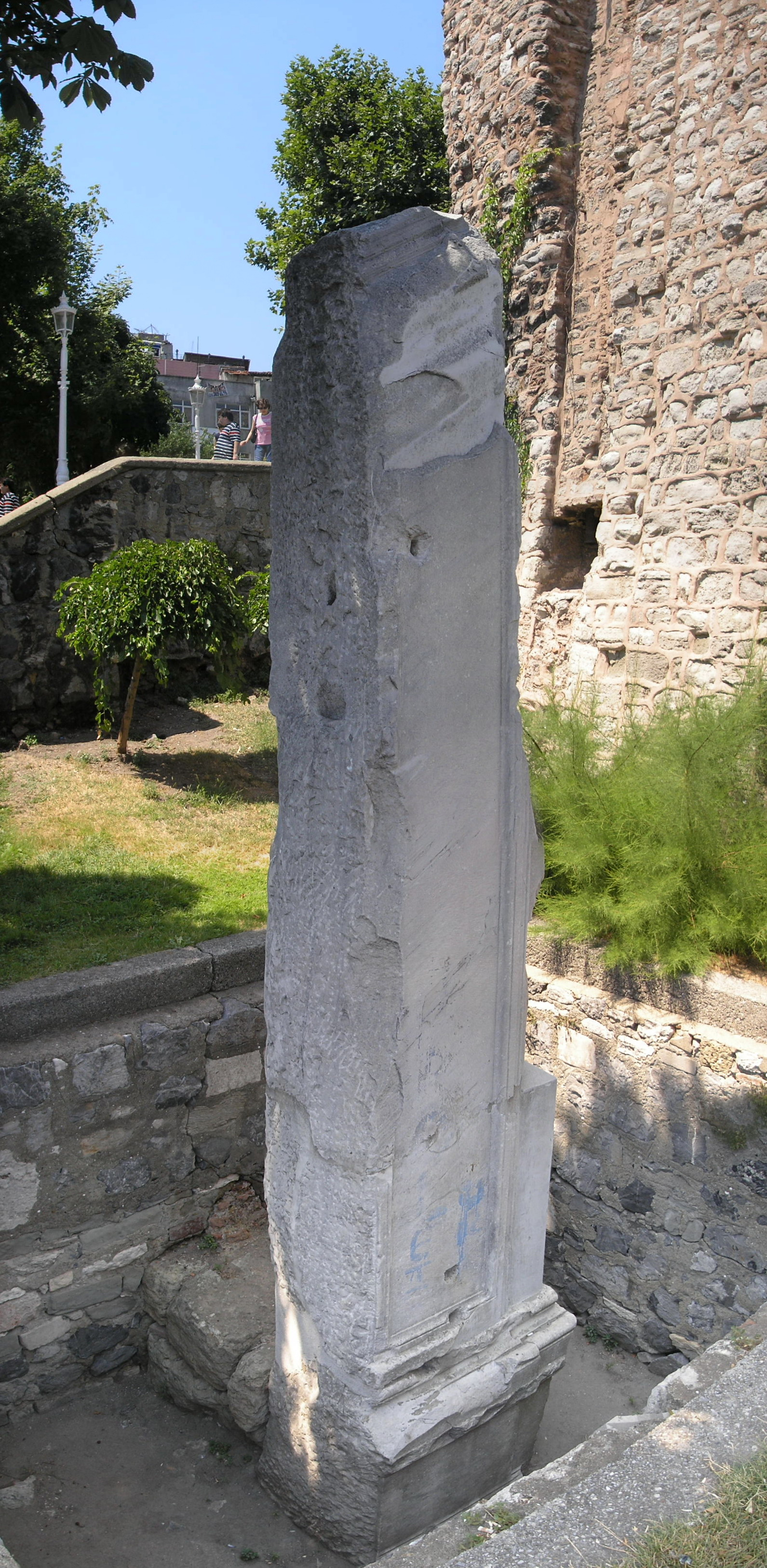
Fragmento do milião que foi reerguido como um pilar.

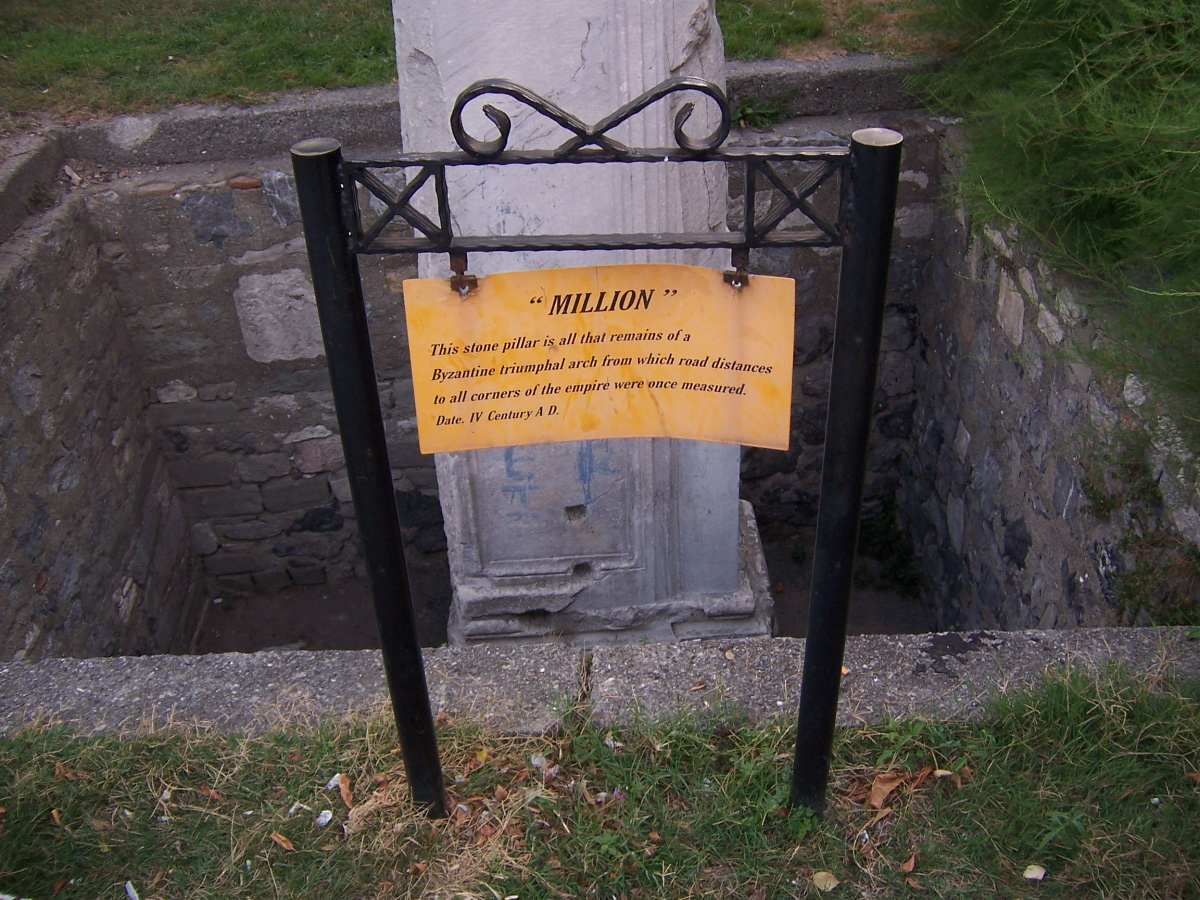
Uma indicação sobre um fragmento do milião.

Milião (em grego: Μίλ(λ)ιον; romaniz.: Milion) era um monumento marcados de milhas erigido no começo do século IV em Constantinopla (moderna Istambul, Turquia). Localizado no distrito de Eminönü, no bairro de Cağaloğlu, no canto norte da praça de Santa Sofia, e próximo a Cisterna da Basílica, foi o ponto de partida para as medições de distâncias de todas as estradas que levavam paras as cidades do Império Bizantino e tinha a mesma função do Miliário Dourado (em latim: Milliarium Aureum) de Roma. O edifício de cúpula do milião repousava em quatro arcos, e foi expandido e decorado com várias estátuas e pinturas. Tinha sobrevivido intacto, após a conquista otomana de Constantinopla (1453), pelos próximos 50 anos, mas desapareceu no começo do século XVI. Durante escavações na década de 1960, alguns fragmentos parciais dele foram descobertos sob casas na área.

## História e descrição
Quando Constantino, o Grande reconstruiu a cidade de Bizâncio para fazer dela sua nova capital imperial, que ele nomeou Nova Roma, ele conscientemente emulou muitas das características da "Antiga Roma". Entre estas estava o milião: foi um tetrápilo encimado por uma cúpula, construída na primeira região da cidade, próximo aos antigos muros de Bizâncio,  no início da rua principal da cidade nova, a Mese (Μέση Οδός), que naquele ponto formou uma curva. O novo edifício cumpriu o mesmo papel do que Miliário Dourado em Roma: foi considerado como a origem de todas as estradas das cidades europeias do Império Bizantino, e em sua base estavam escritas as distâncias de todas as principais cidades do império a partir de Constantinopla. O monumento estava a leste do Augusteu, e foi muito mais complexo que sua contraparte romana. Pode ser descrito como um arco triunfal duplo encimado por uma cúpula, que foi sustentada por quatro arcos. Foi coroado por estátuas de Constantino e sua mãe Helena com uma coroa, olhando para leste. Uma estátua da Tique da cidade ficou atrás deles.
Desde o início do século VI, o edifício tornou-se uma estação cada vez mais importante do cerimonial imperial. Justiniano I adicionou um relógio de sol, enquanto Justino II adornou a parte inferior com as estátuas de sua esposa Sofia, sua filha Arábia e sua sobrinha Helena. O monumento foi também adornado com esculturas equestres de Trajano, Adriano, Teodósio II e uma quadriga de bronze de Hélio. Durante a primeira metade do século VIII, as abóbadas do edifício foram adornados pelo imperador Filípico e Anastácio II com pinturas de concílios ecumênicos, mas durante a Iconoclastia, o imperador Constantino V as substituiu por cenas do hipódromo. Durante a Era Comnena, o milião, devido a sua posição estratégica, testemunhou brigas na cidade, como as relações entre Nicéforo III Botaniates (r. 1078-1081) e Aleixo I (r. 1081-1118), ou aquelas entre as tropas imperiais e a imperatriz Maria de Antioquia, que a partir desta posição estavam controlando o Augusteu. Entre 1268-1271, após o fim do Império Latino, o milião - junto com o Augusteu - tornaram-se propriedade da igreja de Hagia Sophia. Após a conquista otomana de Constantinopla (1453), o edifício permaneceu intacto até o fim do século XV. Desapareceu possivelmente no começo do século XVI devido ao alargamento do aqueduto próximo e a subsequente elevação de um torre de água próxima (em turco: suterazi).
Nos anos 1967-1968, na sequência dos estudos teoréticos sobre a localização do monumento e após a demolição de casas colocadas acima dele, escavações revelaram algumas fundações e um fragmento (agora reerguido como um pilar) pertencente ao edifício. Estes restos poderia ser positivamente identificados como pertencentes ao milião graças a suas proximidade com parte de uma canalização bizantina curvada. Isto parece indicar o ângulo do desaparecido Mese, como registrado pelas fontes literárias.